# Registro Nacional de Lugares Históricos em Vermont
Edifícios, locais, distritos e objetos no Registro Nacional de Lugares Históricos em Vermont. Desde 14 de março de 2014 existem 825 propriedades e distritos do Registro Nacional de Lugares Históricos listados nos 14 condados de Vermont, incluindo os 17 nomeados no Marco Histórico Nacional.
O condado de Windsor é o que contem a maior quantidade de registros, enquanto o condado de Essex contem apenas oito registros. Os primeiros NRHPs em Vermont foram designados em 15 de outubro de 1966 e o mais recente em 25 de fevereiro de 2014.

## Números de propriedades por condado
A relação a seguir lista as entradas atuais, por condado, pertencentes ao Registro Nacional de Lugares Históricos. Estas somas são baseadas em inscrições no Banco de Dados do Cadastro Nacional de Informações a partir de 24 de abril de 2008, e nas novas listas semanais postadas desde então no site do National Register of Historic Places. Há inclusões freqüentes e exclusões ocasionais à lista, fazendo com que as contagens mostradas aqui sejam aproximadas e não oficiais. Igualmente, a contagem desta tabela exclui o aumento e diminuição de fronteiras que modificam a área coberta por uma propriedade existente ou distrito e que apresentem um número de referência nacional distinto no Regisro Nacional.
|              | \| \| Condado \| Nº de lugares \| \| ------------ \| ------------ \| ------------- \| \| 1 \| Addison \| 69 \| \| 2 \| Bennington \| 51 \| \| 3 \| Caledonia \| 56 \| \| 4 \| Chittenden \| 110 \| \| 5 \| Essex \| 8 \| \| 6 \| Franklin \| 54 \| \| 7 \| Grand Isle \| 9 \| \| 8 \| Lamoille \| 30 \| \| 9 \| Orange \| 60 \| \| 10 \| Orleans \| 24 \| \| 11 \| Rutland \| 73 \| \| 12 \| Washington \| 65 \| \| 13 \| Windham \| 97 \| \| 14 \| Windsor \| 121 \| \| (duplicados) \| (duplicados) \| (2)[3] \| \| Total: \| Total: \| 825 \| |               |
|              | Condado | Nº de lugares |
| 1            | Addison | 69            |
| 2            | Bennington | 51            |
| 3            | Caledonia | 56            |
| 4            | Chittenden | 110           |
| 5            | Essex | 8             |
| 6            | Franklin | 54            |
| 7            | Grand Isle | 9             |
| 8            | Lamoille | 30            |
| 9            | Orange | 60            |
| 10           | Orleans | 24            |
| 11           | Rutland | 73            |
| 12           | Washington | 65            |
| 13           | Windham | 97            |
| 14           | Windsor | 121           |
| (duplicados) | (duplicados) | (2)           |
| Total:       | Total: | 825           |